# VOF de Kunst

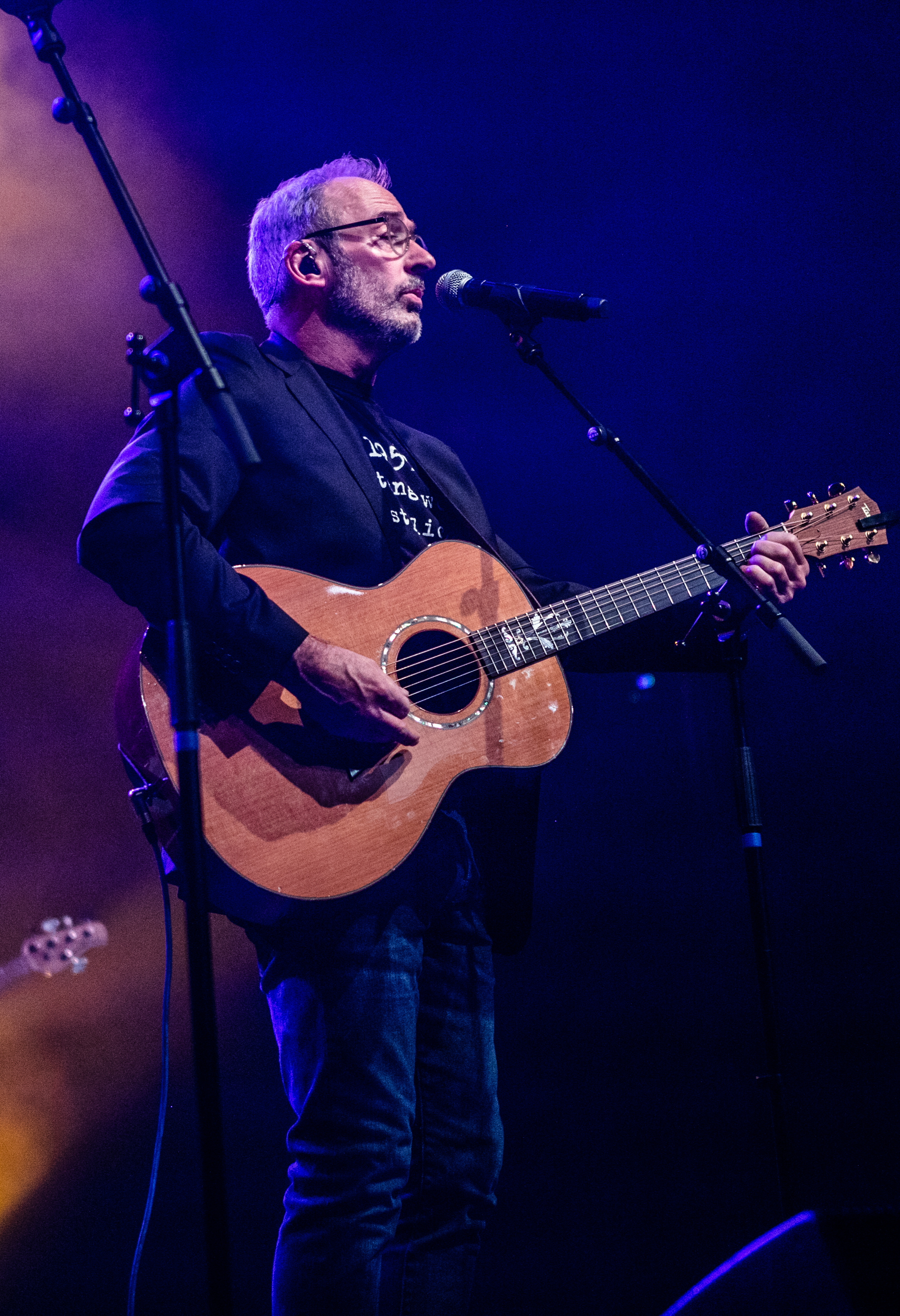
Zanger-gitarist Nol Havens in 2020.

VOF de Kunst is een Nederlandse popgroep met als gezicht en zanger Nol Havens. In de jaren 80 scoorde de groep enkele hits met Nederlandstalige popsongs, later ging de groep zich vooral toeleggen op het zingen van kinderliedjes. Sinds 2019 bestaat de band uit Havens, Hans Klein (gitaar), Ocki Klootwijk (bas), André Kemps (drums) en Johan Hendrikse (keyboards en piano).

## Ontstaan
VOF de Kunst werd opgericht in 1983 in Tilburg. De letters VOF in de naam zijn een afkorting van vennootschap onder firma, de bedrijfsvorm van de groep. De groep begon met twaalf leden. Hun eerste single "Suzanne" werd direct een nummer 1-hit in de Nationale Hitparade, overigens niet in de Top 40 waar het nummer bleef steken op de derde plaats. Het nummer werd vertaald en uitgebracht in enkele andere landen, waar het ook een grote hit werd. In het Verenigd Koninkrijk stond de band bekend als "Art Company" en piekte het nummer als "Susanna" op #12. Er werden meer dan 3 miljoen platen van "Suzanne" verkocht. Begin 1984 volgde de tweede single "Oude liefde roest niet", die de Top 20 bereikte. Voor het internationale succes met dit nummer werd VOF de Kunst in 1984 bekroond met de Conamus Exportprijs.

### Europese tour
De groep ging zich daarna enige tijd toeleggen op Engelstalig werk. Er verschenen enkele Engelstalige albums en de groep maakte een Europese tournee onder de naam "The Art Company". In 1987 stapte de groep weer over naar Nederlandstalig werk. De single "Eén kopje koffie" werd direct een grote hit. De melodie was van "Verde e Amarelo", een single uit 1985 van de Braziliaanse zanger Roberto Carlos. De - geheel herschreven - tekst was van de hand van Erik van Muiswinkel.

### Kinderliedjes
In 1990 bracht VOF de Kunst als eerbetoon aan Annie M.G. Schmidt een album uit met door Paul Christiaan van Westering op muziek gezette kindergedichten van de schrijfster. Het album Dikkertje Dap werd een groot succes en stond een jaar lang in de Album Top 100. In 1991 scoorde de groep hun laatste hit met het gelijknamige nummer. Ze speelden enkele seizoenen mee in de kindertelevisieserie Sesamstraat en brachten verschillende albums uit, waaronder een met sinterklaasliedjes. VOF de Kunst toerde vanaf 1995 met theatervoorstellingen voor kinderen en ouders door het land. Hierbij werd in de loop van de jaren samengewerkt met onder meer Erik van Muiswinkel, en de kinderboekenschrijvers Paul van Loon, Selma Noort en Carry Slee. 

## Discografie
Studioalbums (selectie)
- Maandagmorgen 6:30, 1983
- Een jaar later......, 1984
- Onbeperkt houdbaar, 1987
- Open huis in Artis, 1988
- Dikkertje Dap, 1991
- De lapjeskat, 1992
- De nette man, 1993
- Sinterklaasfeest met VOF de Kunst, 1993
- De griezel-cd, 1994
- Sinterklaasfeest met VOF de Kunst - Deel 2, 2013
- 2(013), 2013

## Hitlijsten

### Albums
| Album                             | Verschijnen | Label      | Hitlijsten | Hitlijsten | Opmerkingen                   |
| Album                             | Verschijnen | Label      | NL         | NL         | Opmerkingen                   |
| Album                             | Verschijnen | Label      | Piek       | Weken      | Opmerkingen                   |
| --------------------------------- | ----------- | ---------- | ---------- | ---------- | ----------------------------- |
| Maandagmorgen 6:30                | 1983        | CBS        | 33         | 4          |                               |
| Dikkertje Dap                     | 1991        | WSP        | 24         | 32         |                               |
| De Kunst live                     | 1991        | Dino Music | 45         | 7          | livealbum                     |
| De lapjeskat                      | 1992        | WSP        | 56         | 11         |                               |
| Sinterklaasfeest met VOF de Kunst | 1993        | WSP        | 94         | 1          | heruitgegeven in 2017 en 2018 |
| De griezel-cd                     | 1994        | WSP        | 77         | 4          |                               |

### Singles
| Lied                          | Verschijnen | Album              | Hitlijsten | Hitlijsten | Hitlijsten   | Hitlijsten   | Hitlijsten | Opmerkingen                     |
| Lied                          | Verschijnen | Album              | BE (VL)    | BE (VL)    | NL (Top 100) | NL (Top 100) | GB         | Opmerkingen                     |
| Lied                          | Verschijnen | Album              | Piek       | Weken      | Piek         | Weken        | Piek       | Opmerkingen                     |
| ----------------------------- | ----------- | ------------------ | ---------- | ---------- | ------------ | ------------ | ---------- | ------------------------------- |
| "Suzanne"                     | 1983        | Maandagmorgen 6:30 | 13         | 5          | 3            | 8            | 12         |                                 |
| "Oude liefde roest niet"      | 1984        | Maandagmorgen 6:30 | 31         | 2          | 16           | 5            | -          |                                 |
| "Eén kopje koffie"            | 1987        | Onbeperkt houdbaar | 10         | 10         | 5            | 10           | -          |                                 |
| "Waar heb ik jou meer gezien" | 1987        | Onbeperkt houdbaar | -          | -          | 46           | 7            | -          |                                 |
| "Retour Sneek"                | 1988        | Onbeperkt houdbaar | -          | -          | 53           | 9            | -          |                                 |
| "De laatste meters"           | 1988        | Open huis in Artis | -          | -          | 65           | 5            | -          | met De Skymasters               |
| "Speciale aanbieding"         | 1989        | Iedereen is anders | -          | -          | 40           | 7            | -          | Het Goede Doel met VOF de Kunst |
| "Dikkertje Dap"               | 1991        | Dikkertje Dap      | -          | -          | 33           | 3            | -          |                                 |

### NPO Radio 2 Top 2000
| Nummers met noteringen in de NPO Radio 2 Top 2000 | '99 | '00  | '01  | '02  | '03  | '04  | '05  | '06  | '07  | '08  | '09  | '10  |
| ------------------------------------------------- | --- | ---- | ---- | ---- | ---- | ---- | ---- | ---- | ---- | ---- | ---- | ---- |
| Eén kopje koffie                                  | 781 | 883  | 1263 | 1705 | 1776 | 1401 | 1328 | 1446 | 1550 | 1456 | -    | -    |
| Suzanne                                           | 685 | 1121 | 921  | 1407 | 1275 | 1030 | 1143 | 1179 | 1197 | 1154 | 1771 | 1890 |

1. ↑  Een '-' betekent dat het nummer niet was genoteerd en een vetgedrukt getal geeft de hoogste notering van een nummer aan.
2. ↑  Deze tabel is bijgewerkt tot en met de laatste editie (2024).